# Waiau (cours d'eau, Canterbury)
Pour les articles homonymes, voir Waiau.
Le fleuve Waiau (en anglais : Waiau River) est un cours d’eau situé dans le nord de la région de Canterbury dans l’Île du Sud de Nouvelle-Zélande. 

## Géographie

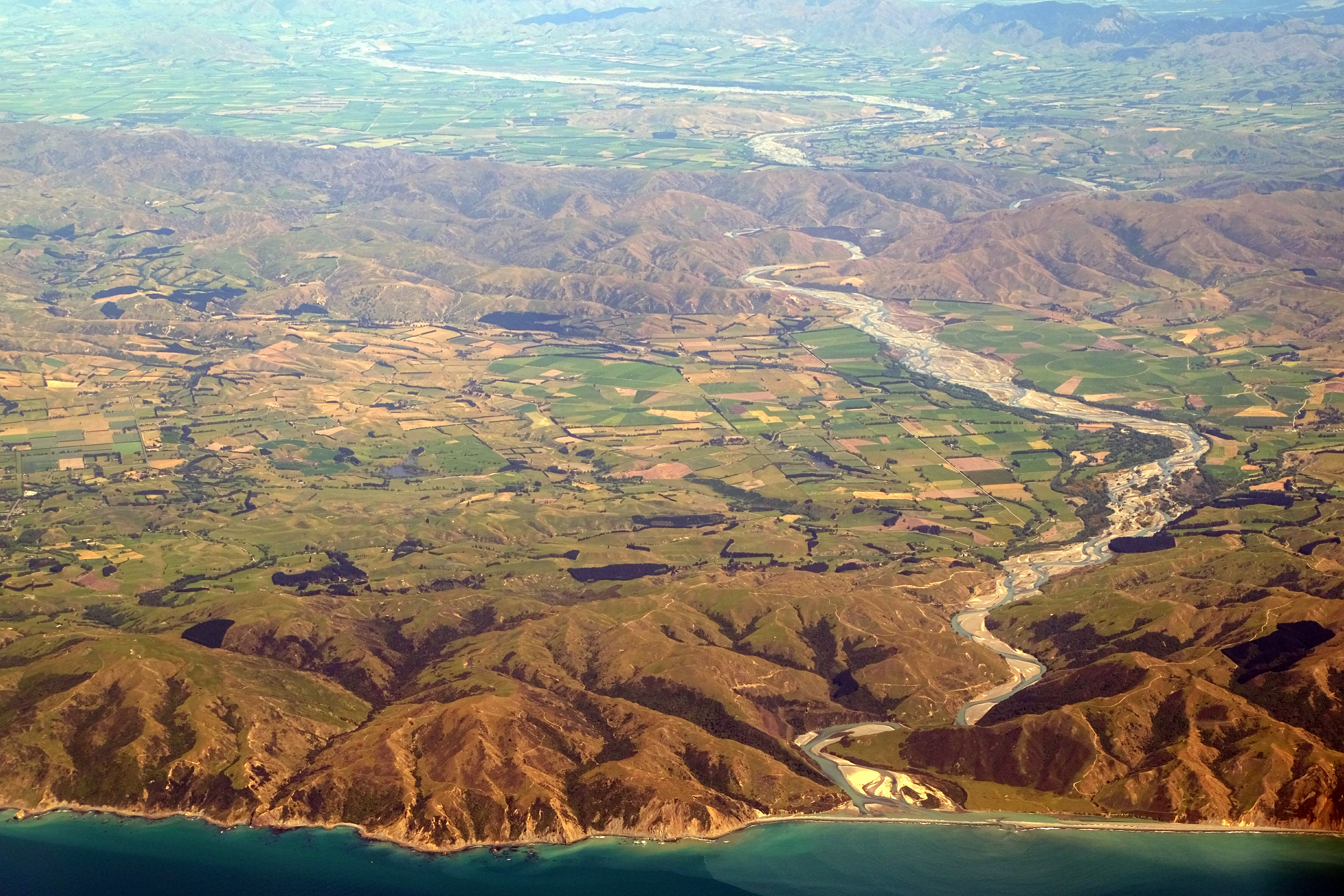
La rivière Waiau en Novembre 2015.

Le fleuve Waiau prend naissance dans les montagnes de la chaîne Spenser (en) et s'écoule vers l'est jusque dans l'Océan Pacifique. Avec un bassin versant de 3 310 km2, il a le bassin versant le plus étendu des cours d'eau du nord de la région. 
Parmi ses affluents les plus importants on trouve les rivières  Lewis, le Doubtful, le Hope, le Hanmer, le Mason et le Leader.
Le Waiau passe par la partie sud des plaines de Hanmer, puis par un défilé avant d'entrer dans la partie nord des plaines de Culverden et tourner à l'est, où il rencontre la ville portant son nom, Waiau. Il passe par deux défilés de plus avant d'atteindre son embouchure sur le Pacifique à 130 km au nord de Christchurch.
Autrefois connu sous les noms de Waiau-ua ou Dillon, il fut une barrière majeure à la communication entre la région de Canterbury et l'île du Nord,jusqu'à la construction en 1864 d'un pont au sud de sa confluence avec la rivière Hanmer.
En 2018, le nom de la rivière fut officiellement changé de rivière « Waiau »  en rivière « Waiau Uwha », pour refléter son nom d’origine Maori.
Il y a une légende maori concernant ce Waiau et le Clarence. Waiau-ua (le Waiau) et Waiau-toa (le Clarence) y sont des amoureux homme et femme, respectivement, habitant les monts Spenser. 
À la suite d'une histoire inconnue, ils sont transformés en cours d'eau dont les sources sont proches l'une de l'autre. Quand les pluies du printemps font fondre la neige sur les monts et causent des inondations, les Maori disent que ce sont les amants qui lamentent leur sort et pleurent.